# Tarara

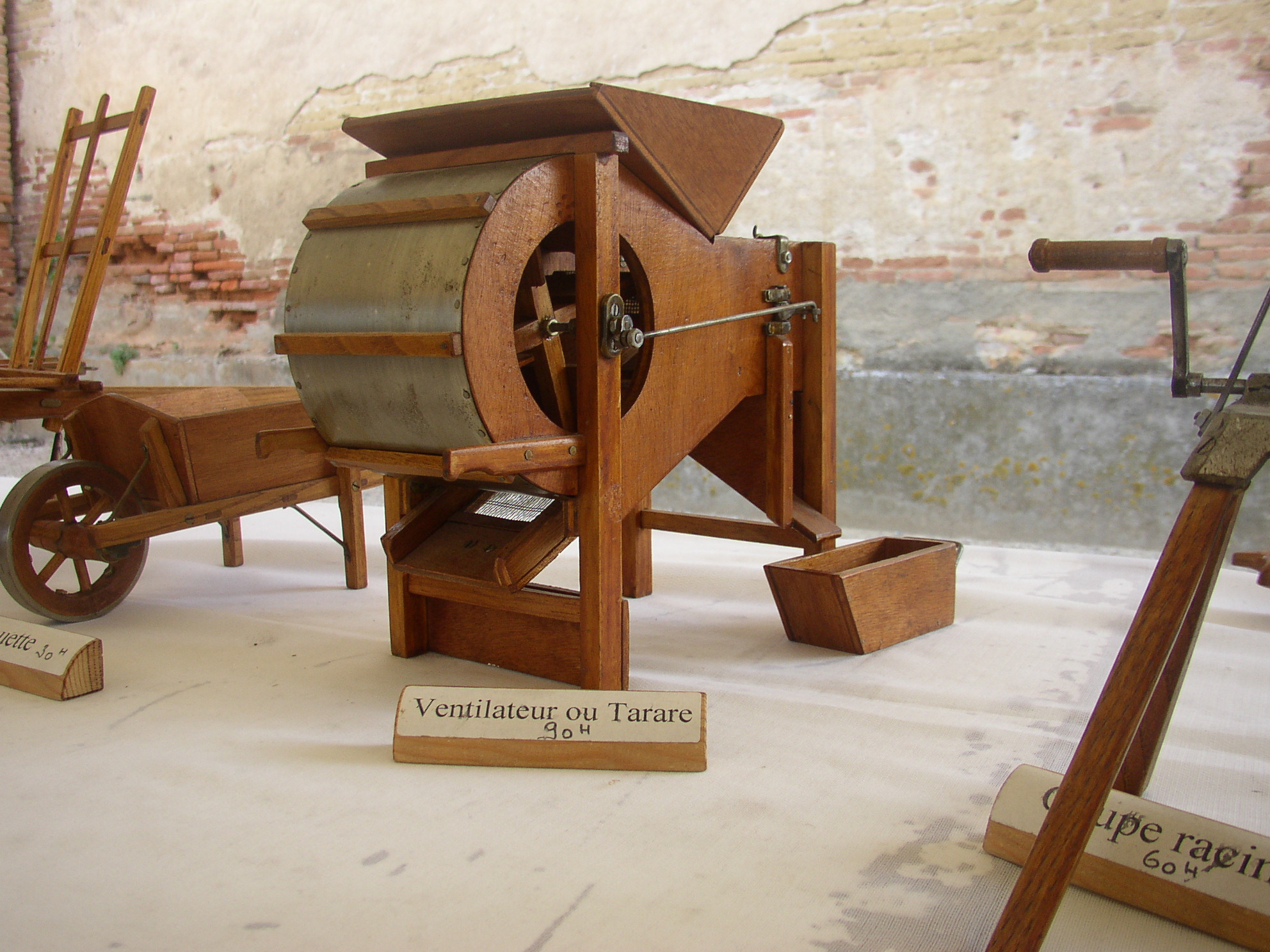
Tarara

La tarara è una macchina agricola per separare le impurità dai cereali, detta anche vaglio ventilatore.
Apparsa all'inizio del XVIII secolo, si compone essenzialmente di un ventilatore e di griglie che vengono fatte vibrare tramite una manovella o un motore. Con i progressi della meccanizzazione, la tarara venne in seguito integrata nella trebbiatrice.
Il getto d'aria emesso dal ventilatore separa le sementi dalle altre parti non utili, presenti nella massa dei cereali da trattare, sfruttando la diversa dimensione e peso delle varie parti. Ad esempio, viene usata per separare il frumento dalla pula o per la pulitura del riso grezzo (risone).